# Macrobrachium assamense
Macrobrachium assamense ist eine im Süßwasser lebende Garnelenart in der Familie der Felsen- und Partnergarnelen (Palaemonidae). Die Art wird auch, zusammen mit Macrobrachium dayanum, als Ringelhandgarnele bezeichnet. Aus Flüssen des indischen Subkontinents sind die Nominatform Macrobrachium assamense assamense und die Unterart Macrobrachium assamense peninsulare beschrieben.

## Merkmale
Tiwari und Holthuis (1996) geben für das größte bekannte Männchen eine Körperlänge von 80 mm an, von Kumar et al. gesammelte Exemplare von Macrobrachium assamense peninsulare erreichten eine Körperlänge von bis zu 70 mm. Das Rostrum von Macrobrachium assamense ist breit dreieckig, oberseits gerade, hoch und reicht bis zum distalen Ende des Scaphocerit (Antennenschuppe). Die Spitze ist leicht nach oben gebogen. Die Rostralformel ist nach Tiwaris Erstbeschreibung für die Nominatform 7-11/2–5 (rückenseitige Zähne/bauchseitige Zähne), wobei die Zähne eher zum Körper hin sitzen (nach Tiwari gewöhnlich  3 Zähne hinter dem Auge am Carapax). Die Augen sind gut entwickelt, die Cornea (hornhautähnliche Linse) ist länger und breiter als der Augenstiel. Das basale Segment der Antennenbasis ist breit. Der Carapax ist glatt mit verstreut sitzenden winzigen Stacheln, das Telson mit 2 Paaren dorsaler Stachel endet mit einer kleinen Spitze in der Mitte.
Die ersten Schreitbeine reichen inklusive der Schere bis hinter das körperferne Ende des Scaphoceriten, der unbewegliche Teil der Schere (Propodus) ist 1,8 mal so lang wie der bewegliche Teil (Chela), die Scherenfinger sind so lang wie die Basis des Scherengliedes. Die zweiten Schreitbeine sind einander ähnlich, in der Form aber etwas ungleich, fast zylindrisch. Sie sind bei adulten Männchen etwa dreiviertel bis vierfünftel so lang wie der Körper, aber bei Jungtieren und beiden Geschlechtern nie kürzer als die halbe Körperlänge. Die Scherenfinger sind kurz, etwa so lang wie die Scherenbasis mit deutlichen Rillen und mit dichten, samtigen Borsten. Die dritten Schreitbeine reichen bis zum Ende des Scaphoceriten und enden in kleinen Klauen.
Bei der Nominatform ist gegenüber der Unterart Macrobrachium assamense peninsulare das Rostrum in Bezug auf den Körper länger und der Carpus gestreckter. Rostralformel für Unterart peninsulare ist gewöhnlich 7-9/2-3.
Macrobrachium assamense peninsulare sind im ersten Lebensstadium hell strohfarben, voll ausgewachsene Tiere sind braun oder manchmal cremefarben mit rosa Flecken auf dem Körper. Die Spitzen der Laufbeine sind rot, der Körper mit roten und weißen Linien gebändert. Die Antennae sind graubraun. Schreitbeine und Schwimmbeine sind braun mit roten Fransenborsten. Die Farbe der Tiere kann sich je nach Untergrund verändern.

## Verbreitung
Tiwari beschrieb die Nominatform von Assam und Myanmar, die Unterart peninsulare von der indischen Halbinsel. Als Typenfundort für die Nominatform, ein Männchen, gibt Tiwari den Someswari Fluss, in der Nähe von Siju, Garo-Berge, Assam. Für Die Unterart Macrobrachium assamense peninsulare, ebenfalls ein Männchen, ist der Typenfundort der Nerbudda Fluss bei Khetgaon Mandla (Distrikt) im indischen Bundesstaat Madhya Pradesh.
Exemplare aus dem westlichen Thailand entsprechen der Diagnose von Tiwari, konnten aber keiner Unterart eindeutig zugeordnet werden und gehören möglicherweise einer dritten Unterart an.

## Lebensraum und Lebensweise
Nach der IUCN bewohnt Macrobrachium assamense größere Flüsse. Kumar et al. fanden die Unterart peninsulare auch in einigen Gebirgsbächen und kleinen Flüssen in der Garhwal- und Kumaon-Region des indischen Bundesstaates Uttarakhand. Üblicherweise ist die Unterart in Bächen mit niedriger Wassergeschwindigkeit zu finden und kommt in stehendem Wasser unter den Spalten von Steinen und Holz, in verrottendem Laub und Vegetation vor.
Macrobrachium assamense peninsulare ernähren sich im Allgemeinen am Boden von Zooplankton und spielen als Aasfresser eine Rolle. Fischen wiederum dienen sie als Nahrung. Kumar et al. studierten die Unterart peninsulare im Rawasan Fluss im nördlichen Indien. Die Fortpflanzung findet dort von Mai bis September statt. Die Eier sind gegenüber verwandten Arten groß, die Anzahl niedrig, je nach Körperlänge der Weibchen. Maximal wurden bei einem Weibchen 102 Eier gezählt, die niedrigste Anzahl war 13. Die Eier sind leicht elliptisch mit einem Durchmesser von 0,32 bis 0,8 mm. Die Größe nimmt, typisch für Zehnfußkrebse, im Lauf der Entwicklung zu - möglicherweise durch die Aufnahme von Wasser. Die Entwicklung erfolgte im Aquarium in 14 bis 18 Tagen, abhängig von der Temperatur (26 bis 28 °C). Getragen werden die Eier an den zweiten Pleopoden, durch Bewegung der Pleopoden werden sie mit Wasser umspült. Die Eier waren am Anfang der Entwicklung hellgrün glänzend, wechselten dann nach einigen Tagen langsam zu gelb und zeigten später ein schwarzes Auge. Nach der Entwicklung der Embryos schlüpfen die Larven gut entwickelt.

## Unterarten
Die Art wurde von Tiwari in der Gattung Palaemon erstbeschrieben. Es gibt 2 Unterarten:
- Macrobrachium assamense assamense (Tiwari, 1955)
- Macrobrachium assamense peninsulare (Tiwari, 1958)

## Nutzung
Macrobrachium assamense peninsulare wird in der Garhwal Region in Zentral Himalaya von Einheimischen als Nahrungsmittel verwendet. Im Aquarienhandel wird die Art als Ringelhandgarnele angeboten.